# Konstanty Michał Paszkowski
Konstanty Michał (Michał Konstanty) Paszkowski herbu Zadora – podczaszy starodubowski w latach 1669-1690.
Był elektorem Jana III Sobieskiego z województwa mścisławskiego w 1674 roku.